# Bennünk van a kutyavér
A Bennünk van a kutyavér a Ghymes együttes negyedik nagylemeze, amely gyermekkoncertek felvételeit tartalmazza. Először 1995-ben jelent meg kazettán Szlovákiában, melynek felvételei a peredi művelődési központban és a pozsonyi Csehszlovák (1997-től Pátria) Rádióban készültek 1987-ben. Magyarországon 1997-ben a Fonó Records kiadásában CD-n jelent meg a hanganyag, melynek felvételei 1997 márciusában készültek a Fonó Budai Zeneházban.

## Kiadásai
- 1995 MC
- 1997 CD, MC, magyarországi kiadás a Fonó Records gondozásában

## Dalok
1. Magyar tánc Archiválva 2006. június 19-i dátummal a Wayback Machine-ben – 2:49
2. Kétkrajcáros dal Archiválva 2006. június 19-i dátummal a Wayback Machine-ben – 3:18
3. Ajándék Archiválva 2006. június 19-i dátummal a Wayback Machine-ben – 3:53
4. Bennünk van a kutyavér Archiválva 2006. június 19-i dátummal a Wayback Machine-ben – 4:10
5. Gergelyjárás Archiválva 2006. június 19-i dátummal a Wayback Machine-ben – 4:28
6. Fehér liliom Archiválva 2006. június 19-i dátummal a Wayback Machine-ben – 3:55
7. Tani bábi Archiválva 2006. június 19-i dátummal a Wayback Machine-ben – 2:55
8. Kiskacsa Archiválva 2006. június 19-i dátummal a Wayback Machine-ben – 2:39
9. Rövid az eszetek Archiválva 2006. június 19-i dátummal a Wayback Machine-ben – 4:09
10. Így kell járni Archiválva 2006. június 19-i dátummal a Wayback Machine-ben – 4:17

Zenei feldolgozás
- Ghymes együttes
- szöveg: Móra Ferenc (3)

## Az együttes tagjai
- Szarka Tamás – ének, hegedű, koboz, tökcitera, gitár, kórus
- Szarka Gyula – ének, lant, gitár, bőgő, tökcitera, kórus
- Buják Andor – brácsa, szaxofon, töröksíp, bőgő, kórus
- Buják Krisztián – duda, nagydob

Közreműködött:
- Béhr László – cimbalom, ütősök
- Nagy Mihály – duda, klarinét, furulya
- Pukkai Attila – cimbalom
- Écsi Gyöngyi – ének
- peredi, vágsellyei, deáki, királyrévi, nádszegi, felsőszeli, zsigárdi, farkasdi gyerekek (1995. március – peredi művelődési központ)
- budapesti gyerekek (1997. március – Fonó Budai Zeneház)